# Wspólnota administracyjna Schondorf am Ammersee
Wspólnota administracyjna Schondorf am Ammersee – wspólnota administracyjna (niem. Verwaltungsgemeinschaft) w Niemczech, w kraju związkowym Bawaria, w rejencji Górna Bawaria, w regionie Monachium, w powiecie Landsberg am Lech. Siedziba wspólnoty znajduje się w miejscowości Schondorf am Ammersee. Powstała 1 maja 1978 w wyniku reformy administracyjnej.
Wspólnota administracyjna zrzesza trzy gminy wiejskie (Gemeinde): 
- Eching am Ammersee,  1 681  mieszkańców, 6,15 km²
- Greifenberg, 2 154 mieszkańców, 8,21 km²
- Schondorf am Ammersee, 3 983 mieszkańców, 6,56 km²